# Vol à la tire (film)
Pour l’article homonyme, voir Vol à la tire.
Pour plus de détails, voir Fiche technique et Distribution.
Vol à la tire (Sweet Revenge) est un film américain réalisé par Jerry Schatzberg, sorti en 1976. Il est en sélection officielle au Festival de Cannes 1976.

## Synopsis
Vurla est une voleuse de voiture. Alors qu'un avocat commis d'office tente en vain de l'aider, son unique but est de voler assez de voitures pour gagner suffisamment d'argent pour s'acheter la voiture de ses rêves : une Ferrari.

## Fiche technique
- Titre original américain : Sweet Revenge ou Dandy the All-American Girl
- Titre français : Vol à la tire[1]
- Réalisation : Jerry Schatzberg
- Scénario : Marilyn Goldin, Jor Van Kline et B.J. Perla
- Photographie : Vilmos Zsigmond
- Montage : Richard Fetterman
- Musique : Paul Chihara
- Décors : Rick Gentz
- Costumes : Jo Ynocencio
- Société de production : Metro-Goldwyn-Mayer
- Pays de production :  États-Unis
- Langue originale : anglais américain
- Format : Couleurs - 35 mm - 2,35:1 - Mono
- Genre : comédie, drame
- Durée : 90 minutes
- Date de sortie :
  - France : mai 1976 (Festival de Cannes 1976) ; 15 juin 1977 (sortie nationale)
  - États-Unis : juin 1976 ; 22 mars 1977 (USA Film Festival) ; 1er juin 1977 (Seattle) ; 26 juin 1981 (New York)

## Distribution
- Stockard Channing : Vurrla Kowsky
- Sam Waterston : Le Clerq
- Franklyn Ajaye : Edmund
- Richard Daughty : Andy
- Norman Matlock : John
- Marvin Rosand : policier
- Robert Lewis-Ferguson : policier
- Betta St. George : Woman Guard
- Evan A. Lottman (de) : Bailiff
- Adrian Sparks : D.A.
- Jock Dove : juge

## Exploitation
Il a d'abord été présenté au Festival de Cannes 1976 avant d'être exploité dans les salles françaises le 15 juin 1977.
Aux États-Unis, Vol à la tire a eu une sortie très limitée, ne bénéficiant de presque aucune promotion. Il a vite disparu des programmations au cinéma et n'a été que très peu critiqué à sa sortie. Vincent Canby n'a visionné le film que plusieurs années plus tard lors de sa sortie à New York et en a fait un article dans le New York Times du 26 juin 1981 sous le titre Dandy, the All-American Girl. Il écrit « Dandy n'est pas tout à fait un échec, même s'il est aisé de comprendre pourquoi il n'a pas trouvé son public ».